# FOX (famille de protéines)
Pour les articles homonymes, voir FOX.
 (octobre 2020).
Si vous disposez d'ouvrages ou d'articles de référence ou si vous connaissez des sites web de qualité traitant du thème abordé ici, merci de compléter l'article en donnant les références utiles à sa vérifiabilité et en les liant à la section « Notes et références ».
Les protéines FOX (abréviation de Forkhead box) constituent une famille de protéines ayant un rôle de facteur de transcription et jouent un rôle important dans la régulation de l'expression des gènes responsables de la croissance et de la différenciation cellulaire. 
Elles sont caractérisées par leur domaine protéique de liaison à l'ADN en forme de fourche (Fork head), cas particulier du motif hélice-coude-hélice. La plupart des protéines FOX se lient à leur séquence ADN sous forme de monomère, à l'exception des membres de la sous-famille FOXP, qui se lient à l'ADN sous forme d'homo- ou d'hétéro-dimère.

## Classes
- FOXA1, FOXA2, FOXA3
- FOXB1, FOXB2
- FOXC1, FOXC2
- FOXD1, FOXD2, FOXD3, FOXD4, FOXD5, FOXD6
- FOXE1, FOXE2, FOXE3
- FOXF1, FOXF2
- FOXG1
- FOXH1
- FOXI1, FOXI2
- FOXJ1, FOXJ2, FOXJ3
- FOXK1, FOXK2
- FOXL1, FOXL2
- FOXM1
- FOXN1, FOXN2, FOXN3, FOXN4
- FOXO1, FOXO3, FOXO4, FOXO6
- FOXP1, FOXP2, FOXP3, FOXP4
- FOXQ1
- FOXR1,  FOXR2